# Landgerichtsarzt
Der Landgerichtsarzt ist der Leiter des gerichtsärztlichen Dienstes, einer durch das bayerische Landesrecht geschaffenen Behörde, die in Bayern bei allen Landgerichten zu bilden ist.

## Gesetz über den öffentlichen Gesundheitsdienst
Rechtsgrundlage des gerichtsärztlichen Dienstes ist Art. 5 Abs. 2 des bayerischen Gesetzes über den öffentlichen Gesundheitsdienst. Die Regelung lautet wörtlich:
„Die gerichtsärztlichen Dienste (Landgerichtsärzte) bei den Landgerichten sind sachverständige Behörden für diese Gerichte und für die bei ihnen bestehenden Staatsanwaltschaften. Sie sind ferner sachverständige Behörden für die am Sitz des Landgerichts bestehenden Amtsgerichte und können als solche auch von anderen Gerichten und Staatsanwaltschaften der ordentlichen Gerichtsbarkeit in Bayern herangezogen werden. Die Leiter der gerichtsärztlichen Dienste werden vom Staatsministerium für Umwelt, Gesundheit und Verbraucherschutz im Einvernehmen mit dem Staatsministerium der Justiz bestellt; in gleicher Weise können auch die Leiter der rechtsmedizinischen Institute der Universitäten mit der Wahrnehmung der Aufgaben eines Landgerichtsarztes betraut werden. Die gerichtsärztlichen Dienste sind den Regierungen nachgeordnet. Den Behörden für Gesundheit, Veterinärwesen, Ernährung und Verbraucherschutz obliegt die Wahrnehmung der Aufgaben der gerichtsärztlichen Dienste, soweit nicht Landgerichtsärzte zuständig sind oder herangezogen werden. Das Nähere kann durch Rechtsverordnung nach Art. 34 Abs. 1 Nrn. 4 und 5 bestimmt werden.“
Erklärungen und Gutachten eines Landgerichtsarztes oder eines anderen Arztes eines gerichtsärztlichen Dienstes können als Behördengutachten gemäß § 256 StPO durch Verlesung zum Gegenstand der Beweisaufnahme einer Hauptverhandlung gemacht werden.
Bis zum 1. Januar 2008 hatten Landgerichtsärzte nach dem Bayerischen Sachverständigengesetz vom 11. Oktober 1950 den Status eines öffentlich bestellten und vereidigten Sachverständigen und waren nach § 73 Abs. 2 StPO vorrangig vor privaten Sachverständigen zu bestellen. In der Praxis wurden Landgerichtsärzte hauptsächlich zur Erstellung psychiatrischer Sachverständigengutachten herangezogen, etwa wenn es um die Schuldfähigkeit oder die Verhandlungsfähigkeit eines Angeklagten ging. Mit der Aufhebung des Gesetzes entfiel dieser Sonderstatus der Landgerichtsärzte im Land Bayern.

## Kritik
Der Bayerische Oberste Rechnungshof hält die Landgerichtsärzte in der derzeitigen Form für überflüssig. Darüber hinaus kritisiert der Rechnungshof auch die fehlende Kontrolle: die Zuständigkeit über die Landgerichtsärzte sei unklar, von den 39 im Land Bayern tätigen Landgerichtsärzten lägen nur bei 27 Ärzten überhaupt Tätigkeitsnachweise vor. Von diesen 27 Ärzten wiederum würden nur 3 Ärzte ihre Arbeitskraft voll ausnutzen; einige Landgerichtsärzte seien nur zu einem Drittel einer Vollzeitkraft ausgelastet. Zahlreiche Landgerichtsärzte würden Nebentätigkeiten in nicht unerheblichen Umfang ausüben, was vor allem bei der Aufdeckung der Modellauto-Affäre, in die der Landgerichtsarzt Hubert Haderthauer verwickelt war, Kritik hervorrief.